# Apamea hipparion
Apamea hipparion är en fjärilsart som beskrevs av Druce 1889. Apamea hipparion ingår i släktet Apamea och familjen nattflyn. Inga underarter finns listade i Catalogue of Life.